# آوجی‌لار (آردانوچ)
آوجی‌لار (به ترکی استانبولی: Avcılar) یک منطقهٔ مسکونی در ترکیه است که در آردانوچ واقع شده‌است. آوجی‌لار ۵۷ نفر جمعیت دارد.